# Vasad
Vasad is een plaats (község) en gemeente in het Hongaarse comitaat Pest. Vasad telt 1732 inwoners (2007).